# Trimethylarsinoxid
Trimethylarsinoxid (TMAO) ist eine natürlich vorkommende arsenorganische Verbindung.

## Vorkommen

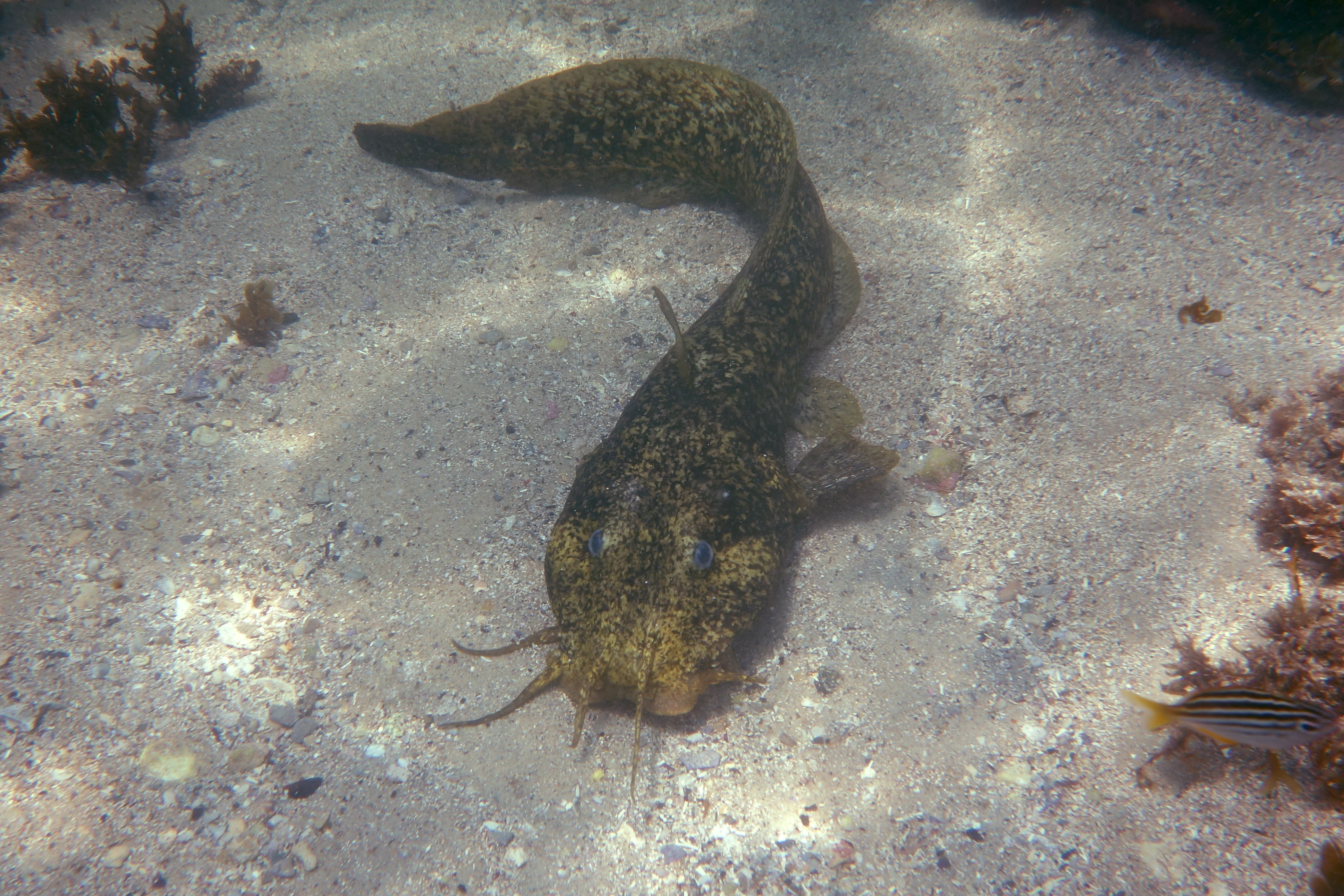
Cnidoglanis macrocephalus reichert Arsen in Form von TMAO an.

Arsenorganische Verbindungen werden von marinen Lebewesen akkumuliert. Bei vielen passiert dies hauptsächlich in Form von Arsenobetain, während Trimethylarsinoxid nur in Spuren auftritt. In einigen Arten macht TMAO jedoch den Großteil des Arsens aus, zum Beispiel in Arten der Ruderfußkrebse, sowie im Büffel-Steuerbarsch und der Welsart Cnidoglanis macrocephalus. Zum Teil wird Arsenobetain auch von marinen Mikroorganismen in Sedimenten zu TMAO abgebaut. Es wird angenommen, dass TMAO in biologischen Systemen im Vergleich zu anderen Arsenverbindungen oft in geringen Mengen vorkommt, weil es durch verschiedene Mikroorganismen (u. a. Escherichia coli, Bacillus subtilis und Staphylococcus aureus) schnell zu Trimethylarsin reduziert wird.
Trimethylarsinoxid ist ein metabolisches Zwischenprodukt bei der Umwandlung von Arsenverbindungen wie Arsenat zu Trimethylarsin in Pilzen und Säugetieren (Ratten, Mäusen und Hamstern). Terrestrische Organismen enthalten im Allgemeinen deutlich weniger Arsen als marine Organismen, allerdings akkumulieren einige Arten von Pilzen aus der Gattung der Hirschtrüffel (Elaphomyces), z. B. Elaphomyces granulatus, größere Mengen Arsen, wovon bis zu 28 % als TMAO vorliegt. In Pflanzen, die auf einem Arsenvorkommen wachsen, wurden ebenfalls größere Mengen an Arsenverbindungen (darunter TMAO) gemessen. Der Gehalt variierte dabei zwischen verschiedenen Pflanzen, besonders hohe Mengen wurden in Spitzwegerich und Waldsauerklee detektiert. In extremophilen Algen im Yellowstone-Nationalpark wurden Gene untersucht, die für Methyltransferasen kodieren, die methylierte arsenorganische Verbindungen (darunter TMAO) bilden können.

## Biosynthese
Die biochemische Umwandlung von Arsenat und Arsenit in Pilzen führt zu über Trimethylarsinoxid zu Trimethylarsin. Arsenat wird zu Arsenit reduziert und dann durch mehrfache Methylierung (vermutlich durch S-Adenosylmethionin) über Methylarsonat und Dimethylarsinat in Trimethylarsinoxid umgewandelt.

## Verwendung
Trimethylarsinoxid kommt als Ligand in Komplexen vor, beispielsweise Pentakis(trimethylarsinoxid)-Nickel(II)-Perchlorat, das als Beispielverbindung für Strukturuntersuchungen von High-Spin-Komplexen mit Koordinationszahl fünf verwendet wurde. Es wurden auch Komplexe von TMAO mit Cobalt und Zink beschrieben.